# Henning Ernst von Oertzen
Henning Ernst von Oertzen (* 1695 bei Insterburg; † 2. Oktober 1756 in Türmitz) war ein preußischer Generalmajor und Chef des Dragonerregiments Nr. 4.

## Leben

### Herkunft
Henning Ernst war ein Sohn des Präsidenten der Kriegs- und Domainenkammer in Halberstadt Hans Ernst von Oertzen aus dem Hause Helpt († 1739) und dessen Ehefrau Beata Louise von Schwichelt.

### Militärkarriere
Oertzen besuchte die Hohe Schule in Halle und trat dann in das preußische Reiterregiment Gens d’Armes ein. 1725 wurde er Rittmeister und 1739 Obristwachtmeister. Im Ersten Schlesischen Krieg nahm er 1741 als Major an der Schlacht bei Mollwitz teil und wurde zum Obristleutnant ernannt. Im Zweiten Schlesischen Krieg nahm er 1745 an der Schlacht bei Hohenfriedberg teil und wurde daraufhin zum Obristen ernannt. Auch in der Schlacht bei Soor zeichnete Oertzen sich aus und wurde von Friedrich II. mit dem Orden Pour le Mérite ausgezeichnet. 1746 kehrte Oertzen mit seinem Regiment nach Berlin zurück. Im Dezember 1750 ernannte ihn der König zum Generalmajor der Reiterei. 1752 erhielt Oertzen als Chef das Dragonerregiment Nr. 4, das 1705 von Friedrich von Derfflinger gebildet worden war.
In der Schlacht bei Lobositz bekam Oertzen drei Hiebe in den Kopf, stürzte vom Pferd und wurde von diesem in die Brust und ins Gesicht getreten. Am Tag darauf verstarb er an seinen Verletzungen. Seine Leiche wurde auf eines seiner Güter in der Niederlausitz überführt und dort bestattet.

### Familie
Oertzen war seit 1735 verheiratet mit Anna Margaretha von Oertzen (1718–1791) aus dem Haus Lübbersdorf, deren Vater in holsteinischen Diensten war. Ihre Mutter war eine geborene von Dechow. Aus der Ehe gingen zwei Töchter hervor:
- Johanne Louise (1740 ?–1792) ⚭ 1761 Freiherr Ludwig Philipp vom Hagen (* 3. Mai 1724; † 6. Februar 1771)
- Wilhelmine Marianne (* 5. November 1746; † 2. Mai 1815) ⚭ Reichsgraf Hermann Georg Alexander Heinrich von Callenberg (* 8. Februar 1744; † 4. Mai 1795), Großvater des Fürsten Pückler

Der Sohn Leopold Heinrich Wedige von Oertzen (1736–1737) starb bereits im Kindesalter.